# Mujrani
Mujrani (en georgiano: მუხრანი) es un pueblo en el centro de Georgia, ubicada en el sur de la región de Mtsjeta-Mtianeti y siendo parte del municipio de Mtsjeta. 

## Toponimia
El nombre actual de Mujrani deriva de Mujnari (en georgiano: მუხნარი, lit. 'roble-bosque').

## Geografía
Mujrani etá situado en la llanura de Mujrani, en la margen izquierda del río Ksani, a 23 km de Mtsjeta. El pueblo es el centro de la región histórica de Mujrania.

## Historia
Mujrani es uno de los antiguos pueblos de Iberia. En la antigüedad y en la era feudal desarrollada, la unión de Mujrania y Trialetia jugó un papel importante en el origen del reino de Iberia y luego en la unificación estatal de Georgia. En los siglos II-IV, el centro de Mujrani era la ciudad de Gultsi.
En el siglo X, el rey León I de Abjasia logró capturar Mujrani durante las batallas por Kajetia, pero las autoridades de Kajetia la recuperaron. En 1223, David IV de Georgia tomó Mujrani de los Dzaganisdzes junto con el castillo de Zedazni y nombró a su propio funcionario para administrarlo. Mujrani se convirtió en un dominio real, cuyos vasallos pertenecían a los monasterios de Shio-Mgvime y Svetitsjovli. En los siglos XI-XII, Mujrani avanzó económicamente: se renovaron viejos y nuevos sistemas de riego y acueductos y se promovieron muchas ramas de la agricultura. 
Se llamó Shiosubani (en georgiano: შიოსუბანი) hasta los años 70 del siglo XVIII. Después del establecimiento del principado de Mujrani, aquí se desarrollaron actividades de educación de escribas, se reprodujeron manuscritos, trabajaron aquí escribas y poetas. En el pueblo se encuentra la muralla de la fortaleza de Mujrani, que fue construida por Mamuka I Príncipe de Mujrani en 1733, y en 1756 la fortaleza fue restaurada por el príncipe Constantino III Príncipe de Mujrani.
En el siglo XVI, Mujrani pertenecía a la casa real de Iberia. En 1512, Bagrat, el hermano menor del rey David de Iberia, pidió entregar Mujrani como estado principesco y convertirse en gobernador de Baja Iberia; a cambio, se comprometió a luchar con Jorge II de Kajetia. David nombró gobernante de Mujrani a su hermano y lo nombró comandante de la bandera de Baja Iberia. Así se creó el señorío real del principado de Mujrani a partir de las propiedades reales. Después de Bagrat, gobernaron el territorio los descendientes de Bagrationi-Mujrani. El rey Simón I de Iberia luchó por la completa expulsión de los otomanos del este de Georgia. Tras el asedio de Tiflis por parte de Iberia y Kajetia, un ejército otomano de 20.000 efectivos que vino a ayudar a la guarnición acampó en la llanura de Mujrani. Allí, Simón I les atacó y los otomanos fueron derrotados. La rama de Bagrationi Mujrani gobernó el trono del reino de Iberia hasta 1724. 
En los años 40 del siglo XIX, el gobierno imperial ruso abolió el principado de Mujriani. El dramaturgo ruso Aleksandr Ostrovski visitó el pueblo a ver a los propietarios en 1883.
En 1905-1907 se produjeron manifestaciones revolucionarias de campesinos en Mujrani. El 3 de agosto de 1905, alrededor de 1000 campesinos se reunieron cerca de la fortaleza y se produjo un enfrentamiento armado entre soldados y campesinos. El 5 de agosto, el príncipe Amilajvari llegó con un ejército para ayudar a Ivane Bagrationi-Mujrani, pero no tuvo éxito y el 10 de agosto, los campesinos mataron al príncipe . El 28 de enero de 1906, varios miles de escuadrones cosacos bien armados fueron enviados al pueblo para capturar a los líderes revolucionarios. Luego las casas de los sospechosos fueron amenazadas con granadas de las campanas y destruidas, y al pueblo se le impuso una multa monetaria para cubrir a los agitadores.

## Demografía
La evolución demográfica de Mujrani entre 2002 y 2014 fue la siguiente:
| 6239                                            | 3590 |
| (Fuente: Population of Georgia in Soviet times) |      |

Según el censo de 2014, los georgianos constituían el 95,8 % de la población local y los azeríes, el 2,6%.

## Economía
Mujrani es conocida por la elaboración de vino, y también hay una granja avícola en el pueblo.

## Infraestructura

### Arquitectura, monumentos y lugares de interés
Se conservan el castillo de los príncipes Bagration-Mujrani y la finca tardía, construida en el siglo XVI con un parque. La fortaleza de Mujrani es una de las fortalezas medievales más grandes de Georgia.

### Educación
En 2008, se abrió una escuela pública restaurada en el pueblo.